# Surány
Surány est un prénom hongrois masculin.

## Étymologie
Ce (pré/sur)nom ancien est d'origine incertaine : "Suran" (beau-frère en slave), "Suran" (prince en turc), "Suren" (perse).

## Équivalents
- Surd

## Fête
Les "Surány" sont fêtés le 22 ou le 24 janvier.